# Viven
Viven – miejscowość i gmina we Francji, w regionie Nowa Akwitania, w departamencie Pireneje Atlantyckie.
Według danych na rok 1990 gminę zamieszkiwało 166 osób, a gęstość zaludnienia wynosiła 46 osób/km² (wśród 2290 gmin Akwitanii Viven plasuje się na 1010. miejscu pod względem liczby ludności, natomiast pod względem powierzchni na miejscu 1506.).